# Ubenide
Ubenide [jubeˈnaɪ̯d] ist ein nauruischer Wahlkreis, bestehend aus den Distrikten Baiti (früher Beidi), Denigomodu, Nibok und Uaboe. Der Name ist ein Kunstwort, gebildet aus den Anfangsbuchstaben der zugehörigen vier Distrikte
Uaboe, BEidi, NIbok, DEnigomodu. Der Wahlkreis ist 4,5 km² groß und hat 3.300 Einwohner. Als einziger Wahlkreis entsendet Ubenide 4 Mitglieder ins nauruische Parlament in Yaren. Dies sind momentan David Adeang, Ranin Akua, Russ Joseph Kun und Gabrissa Hartman. Hartmann war am 20. Januar 2017 per Nachwahl für den verstorbenen Abgeordneten Valdon Dowiyogo ins Parlament gekommen.

## Wahlresultate vom 9. Juli 2016
| Kandidat          | Stimmenwert |
| ----------------- | ----------- |
| David Adeang      | 542,361     |
| Ranin Akua        | 497,212     |
| Russ Kun          | 467,146     |
| Valdon Dowiyogo   | 423,676     |
| Reagan Aliklik    | 358,646     |
| Vyko Adeang       | 349,662     |
| Gabrissa Hartman  | 346,869     |
| David Detageouwa  | 297,106     |
| Frederick Pitcher | 275,993     |
| Aloysius Amwano   | 248,713     |
| Fabian Ribauw     | 247,238     |
| Albert Teimitsi   | 224,315     |
| David Dowiyogo    | 214,539     |
| Kay Aliklik       | 212,834     |
| Renos Agege       | 199,75      |
| Darned Dongobir   | 180,759     |

Es wurden 1505 gültige und 74 ungültige Stimmen abgegeben.